# Clarice E. Phelps

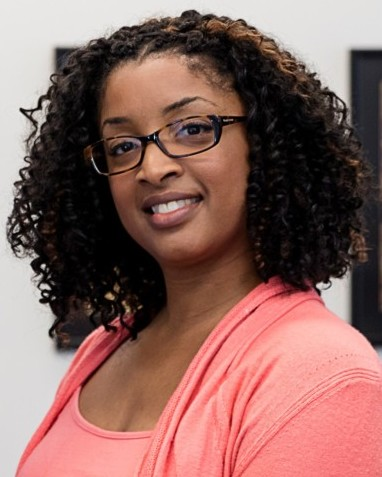
Clarice Phelps, 2017

Clarice Evone Salone Phelps (* 1981 in Minneapolis, Minnesota, USA) ist eine US-amerikanische Chemikerin. Sie ist die erste Afroamerikanerin, die 2010 Teil eines Teams war, das an der Entdeckung eines neuen chemischen Elementes beteiligt war. Phelps reinigte das Berkelium-249, das bei der Entdeckung und Identifizierung von Element 117, Tenness, verwendet wurde.

## Leben und Werk
Phelps wuchs mit ihren drei Schwestern in den Edgehill Housing Projects in Nashville in Tennessee auf, wo sie bei ihrer alleinerziehenden Mutter aufwuchs. Sie erwarb 2003 einen Bachelor-Abschluss in Chemie an der Tennessee State University. Nach ihrem Abschluss trat sie in die United States Navy ein und arbeitete als Labortechnikerin. Im Navy Nuclear Power Program führte sie die chemische und radiologische Wartung für zwei Reaktoranlagen an Bord eines Flugzeugträgers mit Atomantrieb durch und war für die Aufzeichnung der Strahlenbelastung von über 500 Personen verantwortlich. Für diese Arbeit wurde sie mit dem Military Excellence Award geehrt. Sie wurde 2007 ehrenhaft aus der Marine entlassen.
2019 begann sie ihr Masterstudium im Nuclear and Radiation Engineering Program an der University of Texas in Austin und erwarb dort 2021 einen Master of Science in Maschinenbau.

## Forschungstätigkeiten

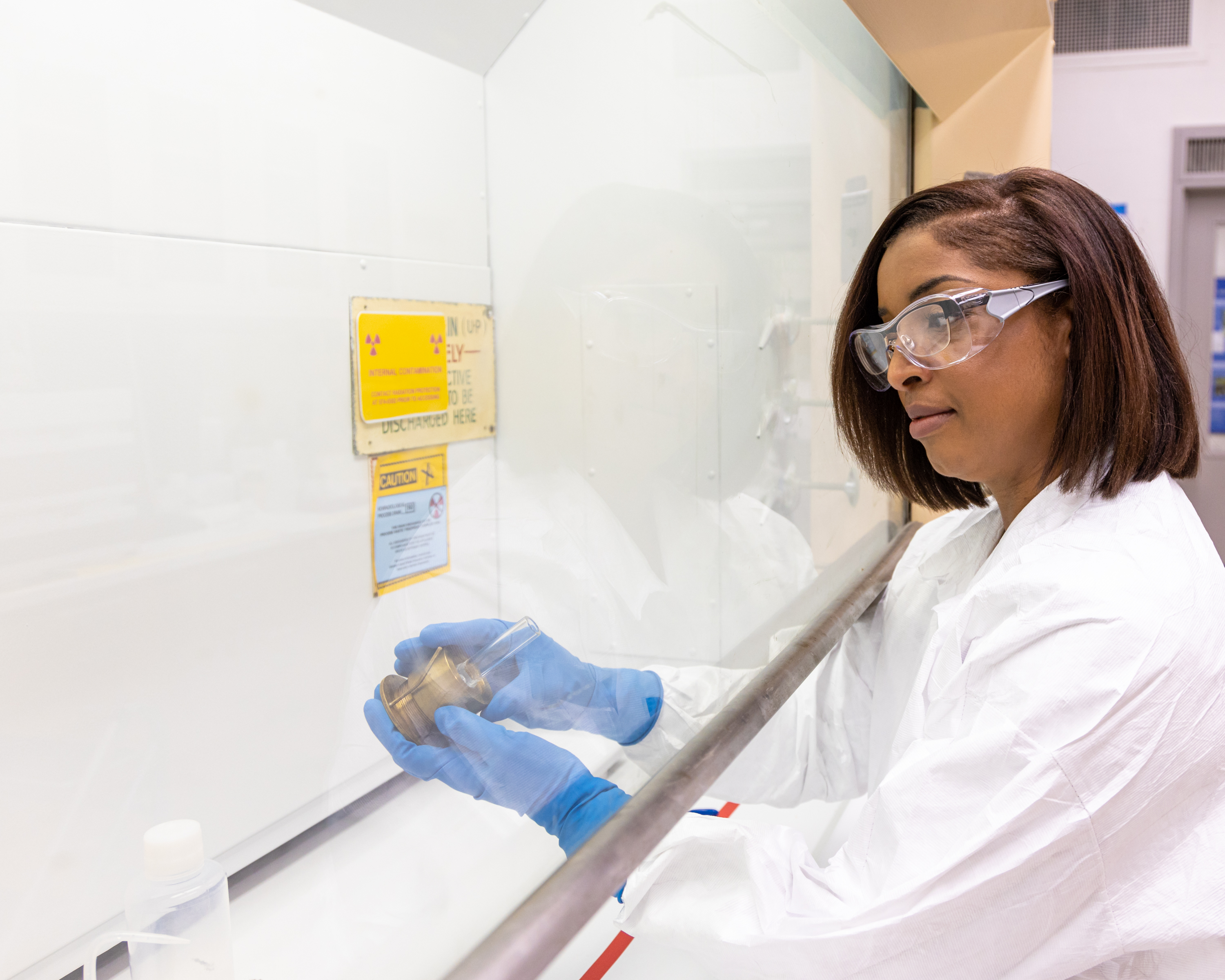
Clarice Phelps, 2020

Phelps kam 2009 als Nuklearbetriebstechnikerin an das Oak Ridge National Laboratory (ORNL). ORNL ist ein von UT-Battelle, LLC verwaltetes Forschungslabor für das US-Energieministerium (DOE), das in erster Linie eine Einrichtung für offene Forschung mit Benutzereinrichtungen ist, die Forschern aus anderen nationalen Laboren, Hochschulen und der Industrie zur Verfügung stehen. Phelps ist Programmmanagerin für die Industrieisotopenprogramme für Nickel-63 und Selen-75. Nickel-63 wird zum Aufspüren von Sprengstoffen und in einigen elektronischen Geräten als Überspannungsschutz verwendet. Selen-75 wird in der medizinischen Bildgebung verwendet. Phelps forscht auch zur Trennung und Analyse von Elementen wie Europium, Samarium, Actinium und Lanthan in der Medical, Industrial and Research Isotopes Group (MIRIG).
Phelps war 2015 eine der Autorinnen eines technischen Berichts für das DOE über die Trennung von Plutonium von Uran unter Verwendung von Hydroxylaminnitrat (HAN). Sie skizzierte sichere Methoden zur Zersetzung von HAN bei der Wiederaufbereitung von Kernbrennstoff. 2019 war sie Autorin eines Berichts für das DOE mit dem Titel Dissolution of Light Curium Oxide with a Catalyzed Electrolytic Process.
Phelps arbeitete mit dem Californium Rare Isotope Breeder Upgrade (CARIBU) des Argonne National Laboratory zusammen, um Platin- und Edelstahlplatten mit Californium-252 für die Analyse von Kernspaltungsfragmenten zu elektroplattieren. CARIBU erzeugt Strahlen aus Californium-252-Spaltfragmenten, neutronenreichen Isotopen, die es Physikern ermöglichen, die Kernstruktur von Atomen zu untersuchen.

## Reinigung von Berkelium-249
Phelps war an der Reinigung von Berkelium-249 beteiligt, das zur Bestätigung der Entdeckung von Element 117, Tenness verwendet wurde. Tenness ist ein radioaktives Metall, aus dem nur wenige Atome jemals hergestellt wurden. ORNL produzierte Berkelium mit seinem Kernreaktor und war der einzige Ort, der Berkelium in nennenswerten Mengen produzieren konnte. Phelps war Teil eines kleinen Teams, zu dem Rose Boll und Shelly Van Cleve gehörten, die Berkelium-249 aus einer 27-Milligramm-Probe reinigten. Manipulationen wurden in strahlungssicheren Handschuhkästen durchgeführt, um Verunreinigungsflecken zu entfernen, die die Reaktion stören könnten, die Tenness erzeugen würde, und das Team schaffte es, dabei weniger als ein Milligramm Material zu verlieren.
Das ultrareine Berkelium-249 wurde dann an das russische Joint Institute for Nuclear Research in Dubna (Moskau) geschickt, um es mit Calciumionen zu bombardieren und das neue chemische Element zu erzeugen. Kollegen des Gemeinsamen Instituts für Kernforschung in Russland verwendeten das gereinigte Berkelium-249, um Tenness herzustellen und die Existenz zu bestätigen. Tenness wurde hergestellt, indem Atome von Berkelium-249 mit Ionen von Calcium-48 bombardiert wurden. Tenness wird als superschweres Element bezeichnet, da seine Ordnungszahl 100 oder höher ist, was bedeutet, dass es 100 oder mehr Protonen in seinen Kernen hat. Tenness entstand, als Calcium mit der Ordnungszahl 20 und Berkelium mit der Ordnungszahl 97 zu einem Element mit 117 Protonen in seinen Kernen fusionierten. Diese Wiederholung eines zwei Jahre zuvor durchgeführten Experiments lieferte Wissenschaftlern die Daten, die sie benötigten, um die Existenz von Tenness zu bestätigen.
Die International Union of Pure and Applied Chemistry (IUPAC) bestätigte die Entdeckung von Wissenschaftlern des Joint Institute for Nuclear Research in Dubna, des Lawrence Livermore National Laboratory in Kalifornien, und des ORNL. Als Gemeinschaftsarbeit von fünf Forschungsinstituten wurde Tenness 2010 entdeckt und schließlich 2016 nach dem Bundesstaat Tennessee, wo drei der fünf Forschungsinstitute angesiedelt sind, benannt.
Phelps gilt als die erste Afroamerikanerin, die dabei half, ein Element zu entdecken. Neben ihrer Arbeit an Element 117 untersucht Phelps die Verarbeitung radioaktiver Transurane, einschließlich Plutonium-238 und Californium-252.
Phelps ist mit John E. Phelps verheiratet. Das Paar hat drei Kinder.

## Ehrungen
- 2017: Tribute to Women Award der Young Women's Christian Association (YWCA) in der Kategorie Women Technology, Research, and Innovation[8][9]
- 2019: Aufnahme in das Periodensystem jüngerer Chemiker der International Union of Pure and Applied Chemistry (IUPAC)[10]
- 2020: Oak Ridge National Lab Community Outreach Award
- 2020: Top 40 Under 40, Knoxville (Tennessee)
- 2020–2021: National Research Council (NRC)-Fellow
- 2021–2022: Global Education Monitoring (GEM)-Fellow

## Mitgliedschaften
- American Chemical Society
- American Nuclear Society - Oak Ridge Section
- Alpha Kappa Alpha Sorority, Inc